# Чорноморська яхтова верф
Чорноморська яхтова верф — суднобудівне підприємство у Миколєві. Спеціалізується на будівництві вітрильних і моторних яхт за індивідуальними проєктами. Має власне конструкторське бюро. Регулярно бере участь в міжнародних яхтових виставках.

## Історія
В 1991 році Олександр Михайлович Сагайдаков створив підприємство «Маім», з метою будівництва парусних і моторних яхт зі сталі та алюмінію. Практично одразу був отриманий перший контракт на будівництво 6 моторних яхт за оригінальними проєктами з алюмінію для замовника з Югославії.
До 1994 року була закладена серія з 6 парусних яхт з корпусами зі сталі за проєктом «Антарес 49». Проєкт і виконання були дуже вдалими. У кожної яхти своя цікава історія, але в усіх складних ситуаціях ці яхти показали себе з кращого боку. 1994 року була спущена на воду перша яхта і через кожні півроку — наступні.
В 1997 році була побудована двохмачтова парусна яхта «Тамара» завдовжки 17 метрів.
В 1998 році О. М. Сагайдакову було запропоновано створити і очолити державне підприємство «Миколаївський державний центр малотоннажного суднобудування», який пізніше отримав назву «Миколаївська малотонажна верф». І тоді ж, вперше в Україні були спроєктовані й побудовані перші стальні моторні яхти (проєкт Rest 163). Яхти дуже нагадували нідерландські проєкти й вирізнялися чудовою морехідністю. Була успішно завершена серія з 6 яхт.
В 2002 році вперше в СНД була побудована перша швидкісна моторна яхта з АМг завдовжки 19 метрів (проєкт Best 19)
В 2003 році була спроєктована й побудована стальна моторна яхта «Мрія» завдовжки 24 метри.
В 2005 році були спроєктовані й побудовані 3 гідрографічних судна на замовлення Міністерства транспорту.
Підприємство створене в 2006 році на території й потужностях АТ «Миколаївська малотонажна верф».
В тому ж 2006 році була побудована парусна яхта «Соната» завдовжки 20 метрів.
В 2007 році — стальна парусна яхта «Red Star» завдовжки 20 м за проєктом BSY 200S
В 2008 році були закладені і розпочато будівництво двох парусних яхт і однієї моторної.
В 2010 році спущена на воду моторна яхта з завдовжки 17 м «Magic Light», проєкт BSY 57
В 2012 році — завершено будівництво водотоннажної моторної яхти завдовжки 24 метри BSY 80 «ARSI»
В 2013 році в своє перше плавання вирушила нова 25 метрова моторна яхта «Falcon»
В 2014 році — побудована і спущена на воду стальна парусна яхта «S» завдовжки 20,6 метрів (BSY 67)
В 2015 році завершено будівництво і спущено на воду 30 метрову моторну яхту з корпусом з алюмінієвого сплаву — BSY 98
В 2015 також розпочалося будівництво моторної яхти завдовжки 27 метрів — BSY 90. Спуск на воду відбувся в 2016 році
Влітку 2017 року Державній службі з надзвичайних ситуацій були передані оперативно-рятувальні катери, по одній одиниці в Миколаївську та Одеську області.
В 2018 році верф реалізувала проєкт швидкісного катера ВСС 85 для патрулювання та виконання інших поліцейських завдань. Довжина катера 9,3 метри, корпус із спеціального алюмінію, що застосовується в морському суднобудуванні. На випробуваннях катер показав швидкість у 47 вузлів. Підприємство також  пропонує цивільну версію такого катера.

## Діяльність
Проєктує і будує яхти від 17 до 35 метрів зі сталі та алюмінію.
Також підприємство займається комерційним суднобудуванням — проєктування і будівництво службових і робочих суден різного призначення: лоцманські судна, гідрографічні судна, роз'їзні катери та ін.
30 розроблених проєктів (з них 20 — ексклюзивних), понад 40 побудованих яхт (з яких 20 — за індивідуальними проєктами).

## Керівництво
- Сагайдаков Олександр Михайлович